# اواجیک (آردانوچ)
اواجیک (به ترکی استانبولی: Ovacık) یک منطقهٔ مسکونی در ترکیه است که در آردانوچ واقع شده‌است. اواجیک ۱۱۶ نفر جمعیت دارد.